# Schizoprymnus sculpturatus
Schizoprymnus sculpturatus är en stekelart som först beskrevs av Snoflak 1953.  Schizoprymnus sculpturatus ingår i släktet Schizoprymnus och familjen bracksteklar. Inga underarter finns listade i Catalogue of Life.